# Arkaiate
Arkaiate est un quartier faisant partie de la municipalité de Vitoria-Gasteiz dans la province d'Alava dans la Communauté autonome basque.